# Philodendron huaynacapacense
Philodendron huaynacapacense är en kallaväxtart som beskrevs av Thomas Bernard Croat. Philodendron huaynacapacense ingår i släktet Philodendron och familjen kallaväxter. Inga underarter finns listade.